# Aafia Siddiqui

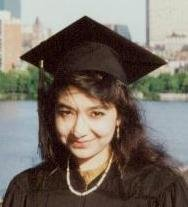
Aafia Siddiqui (2007)

Aafia Siddiqui (Urdu عافیہ صدیقی ʿĀfiya Ṣiddīqī; * 2. März 1972 in Karatschi) ist eine pakistanische Neurowissenschaftlerin. Am 3. Februar 2010 wurde sie in Manhattan wegen versuchten Mordes verurteilt, nachdem sie auf Soldaten geschossen hatte, die sie in ihrer Gefangenschaft bewachen sollten.

## Familiärer Hintergrund
Aafias Vater, Muhammad Siddiqui, war Arzt. Aafia hat zwei Geschwister: ihr Bruder lebt als Architekt in Houston; ihre Schwester Fowzia arbeitete nach ihrem Harvard-Abschluss als Neurologin am Sinai-Krankenhaus in Baltimore, bis sie nach Pakistan zurückkehrte.

## Ausbildung
Aafia zog 1990 zu ihren Geschwistern nach Texas und absolvierte an der University of Houston ihr erstes Studienjahr; anschließend wechselte sie ans Massachusetts Institute of Technology, wo sie 1995 ihren ersten Abschluss erhielt.
Im selben Jahr wurde sie über das Telefon mit dem Anästhesisten Amjad Mohammed Khan verheiratet. Aafia Siddiqui schrieb sich an der Brandeis University für kognitive Neurowissenschaften ein und wurde 2001 für ihre Dissertation Separating the Components of Imitation zur Ph.D. promoviert.
Im Mai 2002 befragte das FBI Aafia Siddiqui und ihren Mann, nachdem diese für 10.000 Dollar Nachtsichtgeräte, schusssichere Westen und militärische Handbücher gekauft hatten, darunter The Anarchist's Arsenal. Im Juni 2002 kehrte das Paar nach Pakistan zurück. Ihre Ehe wurde im Oktober geschieden.
Im Dezember 2002 kehrte Aafia Siddiqui in die USA zurück, angeblich zur Stellensuche. Sie eröffnete ein Postfach auf den Namen des Terrorverdächtigen Majid Khan, wobei sie diesen als ihren Ehemann ausgab.
Vor ihrem Verschwinden war Aafia Siddiqui zuletzt an der Aga Khan University in Karatschi tätig. Im März 2003 gab das FBI eine weltweite Fahndung nach ihr und ihrem Ex-Mann heraus. Während Khan vom FBI befragt und wieder entlassen wurde, blieb Siddiqui verschwunden. Im April 2003 setzte das FBI sie auf die Liste der sieben meistgesuchten al-Qaida-Flüchtigen.

## Festnahme und Prozess
Nach Angaben der US-Regierung wurde Siddiqui im Juli 2008 von US-Kräften im afghanischen Ghazni festgenommen, in Begleitung ihres ältesten Sohnes Achmed. Nach Darstellung der Anklage soll sie bei einem Verhör ein Sturmgewehr ergriffen und damit mindestens zwei Mal auf US-Amerikaner geschossen haben. Beim anschließenden Gerichtsprozess in New York bemängelte die Verteidigung widersprüchliche Darstellungen des Geschehens sowie das Fehlen von Kugeln oder Patronenhülsen; auch gebe es keine Einschusslöcher am Tatort. Ein FBI-Beamter sagte aus, die Fingerabdrücke auf der Tatwaffe stammten nicht von Aafia. Die Jury verurteilte sie schließlich zu 60 Jahren Haft. Das Urteil im September 2010 lautete schließlich auf 86 Jahre Haft.
Siddiqui ist, gemäß den Angaben des Federal Bureau of Prisons, mit der Registrierungsnummer 90279-054 im Federal Medical Center, Carswell in Fort Worth, Texas inhaftiert. Ihr Entlassungsdatum wurde auf den 22. September 2083 datiert.

### Petition zu ihrer Freilassung
Im Februar 2009 brach ihr Ex-Mann Muhammad Amjad Khan sein Schweigen und bezeichnete die Medienberichte als größtenteils falsch. Der Barrister Javed Iqbal Jaffree behauptete im Januar 2010, die CIA habe Aafia bereits 2003 in Karatschi verhaftet und dabei einen ihrer Söhne getötet; seine Petition wurde am 25. Januar 2010 vor dem Höchsten Gericht in Lahore angehört, eine Entscheidung steht aus. Hohe pakistanische Politiker, darunter Ministerpräsident Yousaf Raza Gilani, erklärten nach dem Urteilsspruch gegen Siddiqui, sich für ihre Überstellung nach Pakistan einsetzen zu wollen.

## Freipressungsversuche
Die Geiselnehmer von In Aménas forderten im Januar 2013 im Austausch mit zwei US-Geiseln ihre Freilassung und die des ebenfalls in den Vereinigten Staaten inhaftierten Omar Abd al-Rahman.
2014 forderten Mitglieder der Terrorgruppe Islamischer Staat, die die 26-jährige Kayla Mueller im Jahr 2013 entführt hatten, die Freilassung von Siddiqui.
Am 15. Januar 2022 gab es einen weiteren Freipressungsversuch durch eine Geiselnahme in einer Synagoge im texanischen Colleyville. Der Geiselnehmer wurde von der Polizei erschossen und die Geiseln befreit.